# Mleczna droga
Mleczna droga – polski film psychologiczny z 1990 roku w reżyserii Andrzeja Kondratiuka.

## Opis fabuły
Marzeniem starszego człowieka (Ludwik Benoit) jest odzyskanie młodości. Szuka pomocy u znachorki (Iga Cembrzyńska). Ta poddaje go kuracji, która przywraca mężczyźnie witalność oraz zainteresowanie kobietami. Obiektem jego namiętności staje się piękna nieznajoma – Śmierć (Katarzyna Figura).

## Obsada
- Ludwik Benoit jako Stary
- Iga Cembrzyńska jako wiedźma
- Katarzyna Figura jako Śmierć
- Maria Matusiak jako dziewczyna
- Matylda Bednarczyk jako dziewczyna
- Ewa Błaszczyk jako Śmierć (głos)